# Adoxophyes beijingensis
Adoxophyes beijingensis es una especie de polilla del género Adoxophyes, tribu Archipini, subfamilia Tortricinae.

## Distribución
Se distribuye por China.

## Taxonomía
Fue descrita por Zhou, Qui & Fu en 1997 y publicada en Entomotaxonomia 19: 130.